# Heimfrieden (Baugenossenschaft)
Heimfrieden war eine nach dem Ersten Weltkrieg gegründete Wohnungsbaugenossenschaft mit dem Ziel, Wohnungen für ehemalige Kriegsteilnehmer bereitzustellen.

## Geschichte

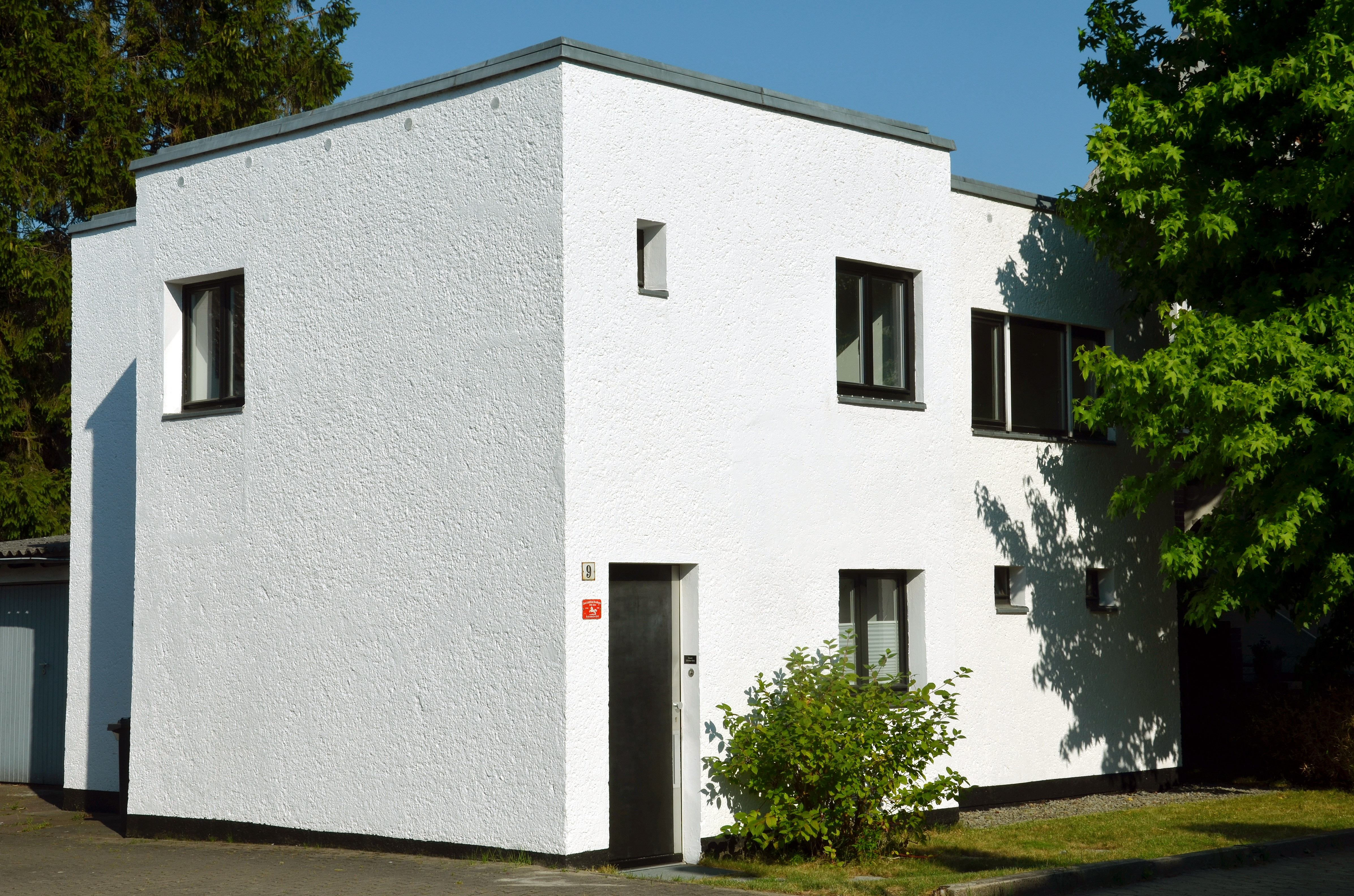
1931 für die Baugenossenschaft Heimfrieden errichtetes, im Sinne des Neuen Bauens nahezu kubisches Einfamilienhaus Kleinertstraße 9 im heutigen Misburg-Nord

Die Baugenossenschaft hinterließ zur Zeit der Weimarer Republik insbesondere in Misburg „[...] neben einfachen und durchschnittlichen Bauten“ 1931 eine kleine Gruppe von Gebäuden, die „[...] als einmalig und besonders bedeutsam für den Einfamilienhausbau dieser Zeit herauszustellen“ ist: Die von Otto Haesler im Rahmen der Genossenschaftssiedlung „Heimfrieden“ im Sinne des Neuen Bauens in der Kleinertstraße errichteten und heute denkmalgeschützten Gebäude.
Zur Zeit des Nationalsozialismus und in der Zeit der Luftangriffe auf Hannover während des Zweiten Weltkrieges wurde die „Heimfrieden“ 1944 in die Misburg-Anderter Wohnungsbaugenossenschaft eingegliedert, die spätere Gemeinnützige Wohnungsbaugenossenschaft Hannover-Ost.

## Im Heimfrieden
Die 1963 im heute hannoverschen Stadtteil Misburg-Nord angelegte Straße Im Heimfrieden beiderseits der Grenzstraße wurde nach der Wohnungsbaugesellschaft für ehemalige Kriegsteilnehmer benannt.

## Archivalien
An Archivalien von und über die Baugenossenschaft „Heimfrieden“ finden sich beispielsweise
- eine Akte Verkauf von Baustellengelände der Gemarkung Sandersleben an die Baugenossenschaft „Heimfrieden“, 1929-1933 im Landesarchiv Sachsen-Anhalt, Abteilung Dessau, unter der Signatur Z 111, Nr. 945[3]